# Campeonato Mundial de Tiro con Arco al Aire Libre de 1963
El XXII Campeonato Mundial de Tiro con Arco al Aire Libre se celebró en Helsinki (Finlandia) entre el 24 y el 27 de julio de 1963 bajo la organización de la Federación Internacional de Tiro con Arco (FITA) y la Federación Finlandesa de Tiro con Arco.

## Medallistas

### Masculino
| Evento                  | Oro                                                         | Plata                                         | Bronce                                                    |
| ----------------------- | ----------------------------------------------------------- | --------------------------------------------- | --------------------------------------------------------- |
| Arco recurvo individual | Charles Sandlin Estados Unidos                              | Joseph Thornton Estados Unidos                | David Keaggy Estados Unidos                               |
| Arco recurvo por equipo | Charles Sandlin Joseph Thornton David Keaggy Estados Unidos | André Isabey Jacques Becken José Giro Francia | Arne Ljungqvist · Bertil Olsson · Bengt Eliasson · Suecia |

### Femenino
| Evento                  | Oro                                                         | Plata                                                     | Bronce                                           |
| ----------------------- | ----------------------------------------------------------- | --------------------------------------------------------- | ------------------------------------------------ |
| Arco recurvo individual | Victoria Cook Estados Unidos                                | Nancy Vonderheide Estados Unidos                          | Marjatta Niemi · Finlandia                       |
| Arco recurvo por equipo | Victoria Cook Nancy Vonderheide Helen Nelson Estados Unidos | Marjatta Niemi · Marie Lindholm · Aino Yrjola · Finlandia | Shirley Lyons Shirley Kemp Ann Brien Reino Unido |

## Medallero
| Núm. | País           | Oro | Plata | Bronce | Total |
| ---- | -------------- | --- | ----- | ------ | ----- |
| 1    | Estados Unidos | 4   | 2     | 1      | 7     |
| 2    | Finlandia      | 0   | 1     | 1      | 2     |
| 3    | Francia        | 0   | 1     | 0      | 1     |
| 4    | Reino Unido    | 0   | 0     | 1      | 1     |
| 4    | Suecia         | 0   | 0     | 1      | 1     |
|      | TOTAL          | 4   | 4     | 4      | 12    |